# Cornjum
Cornjum (Officieel, Fries: Koarnjum) is een dorp in de gemeente Leeuwarden, in de Nederlandse provincie Friesland. Cornjum ligt ten noorden van Leeuwarden, tussen Jelsum en Stiens, ten oosten van de N357.. Cornjum en Jelsum hebben gezamenlijk een dorpsbelangenvereniging. Tussen Cornjum en Jelsum ligt de Cornjumervaart. De Zwette ligt ten westen en de Dokkumer Ee ten oosten van het dorp.
In 2023 telde het dorp 425 inwoners.

## Geschiedenis
Het dorp is ontstaan op een terp die enkele eeuwen voor de christelijke jaartelling is opgeworpen op een kwelderwal aan de oostkant van de Middelzee. Aan het einde van 19e eeuw is het merendeel van de terp afgegraven.
Het dorp werd in 1423 vermeld als Coernem, in 1427 Coernum, in 1482 als Kornyem en Kornijem, in 1484 als to Korningen, in 1499 als Coernijum, in 1536 als Cornium en in 1579 als Cormom. De plaatsnaam verwijst mogelijk verwijst naar de familie Curringa.
Tot 2018 behoorde Cornjum tot de gemeente Leeuwarderadeel.

## State en kasteel
In Cornjum stond de oude Martenastate die in 1899 is vervangen door een kasteel van de hand van de architect Willem Cornelis de Groot. In 2014 werd bij opgravingen een paardenwed gevonden dat waarschijnlijk bij de state hoorde.

## Kerk
De Nicolaaskerk dateert uit 1873, maar is op de oude fundamenten van een eerdere kerk gebouwd.

## Molen
Ten zuidwesten van het dorp staat aan de N357 een Amerikaanse windmotor, die rond 1925 werd gebouwd.

## Stopplaats spoorlijn
Het dorp was een stopplaats aan de voormalige spoorlijn Leeuwarden - Anjum. Het station van Cornjum was geopend van 1901 t/m 1930.

## Sport
De voetbalvereniging VV DTD, (De Trije Doarpen) werd opgericht in 1939. De leden komen vooral uit de dorpen Jelsum, Cornjum en Britsum. Sinds 2013 zijn de kaatsverenigingen van de dorpen ook samengegaan onder de naam KF It Partoer.

## Cultuur

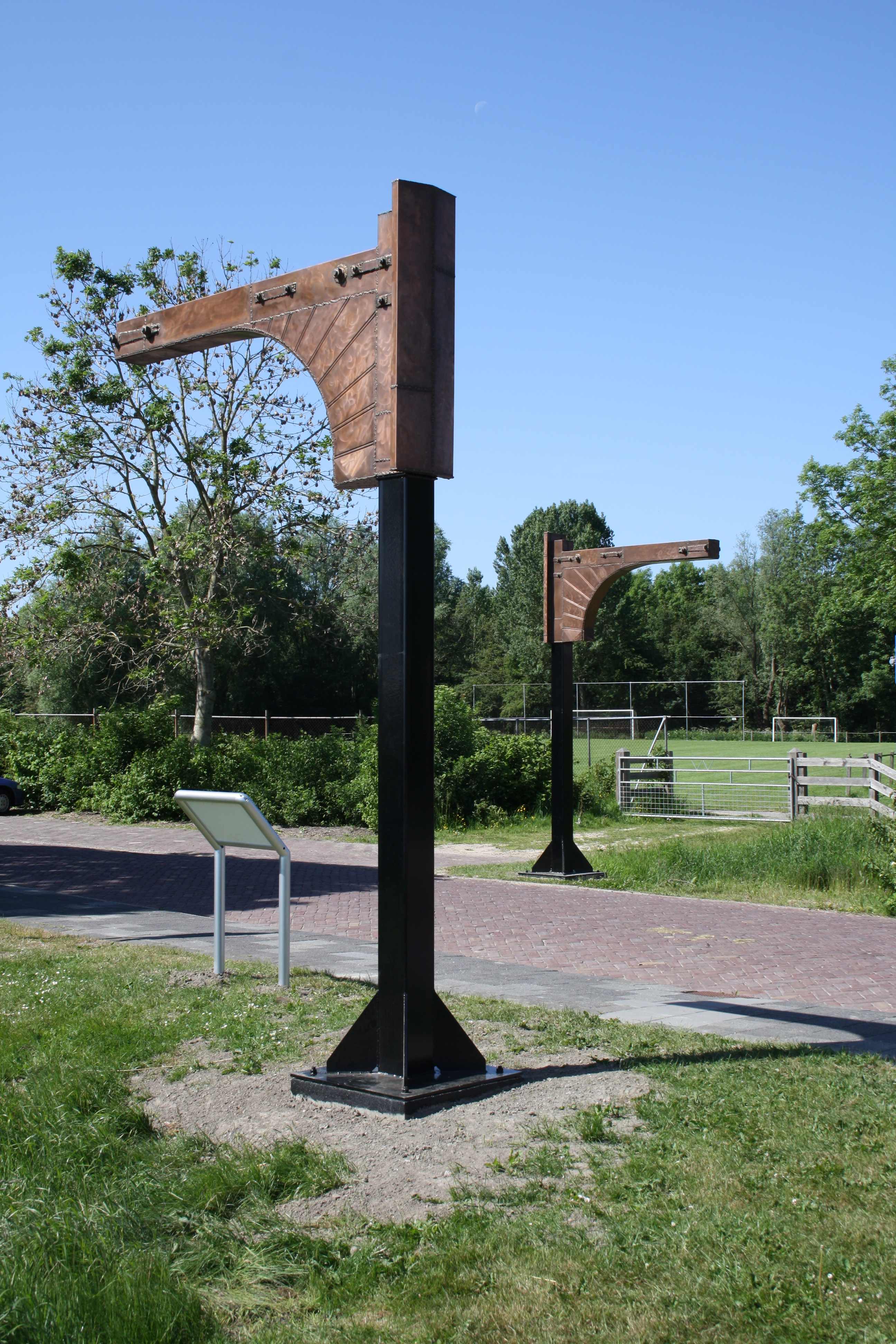
Brugwijzers

De drie dorpen hebben een gezamenlijk toneelvereniging, met de naam des Vriendenkring. Vaste plek is in Jelsum. In Cornjum staat het dorpshuis van de drie dorpen, De Bining geheten.

## Onderwijs
Sinds 2015 is na fusies de samenwerkingsschool De Swirrel in Britsum ontstaan en vormt sindsdien de basisschool voor de drie dorpen.

## Jabikspaad
De oostelijke route van het Jabikspaad, de Friese Camino de Santiago, gaat door Cornjum. Het Jabikspaad is 130 kilometer lang en loopt van Sint Jacobiparochie naar Hasselt.

## Bevolkingsontwikkeling
| 1999 | 2003 | 2004 | 2005 | 2006 | 2018 | 2019 | 2021 | 2023 |
| ---- | ---- | ---- | ---- | ---- | ---- | ---- | ---- | ---- |
| 466  | 496  | 490  | 484  | 489  | 420  | 425  | 420  | 425  |

## Bekende (ex-)inwoners

### Geboren in Cornjum
- Hessel van Martena (circa), Fries hoofdeling
- Hessel Martena (circa 1461), potestaat van Friesland
- Keimpe van Martena (circa 1487), historicus en jurist
- Cornelius Nantko Renken (1903-1981), burgemeester
- Minne Dijkstra (1937-), politicus

### Overleden in Cornjum
- David van Goorle (1591-1612), theoloog en atomist
- Laes van Burmania (1638-1691), grietman